# Jekatěrina Pavlovna Bagrationová
Kněžna Jekatěrina Pavlovna Bagrationová (rusky Екатерина Павловна Багратион, rozená hraběnka Skavronská (Скавронская) (7. prosince 1783, Neapol — 2. června / 21. května 1857, Benátky) byla manželka carského vojevůdce knížete Petra Ivanoviče Bagrationa. V Evropě byla proslulá svou krásou, ale také skandálním vystupováním.

## Život

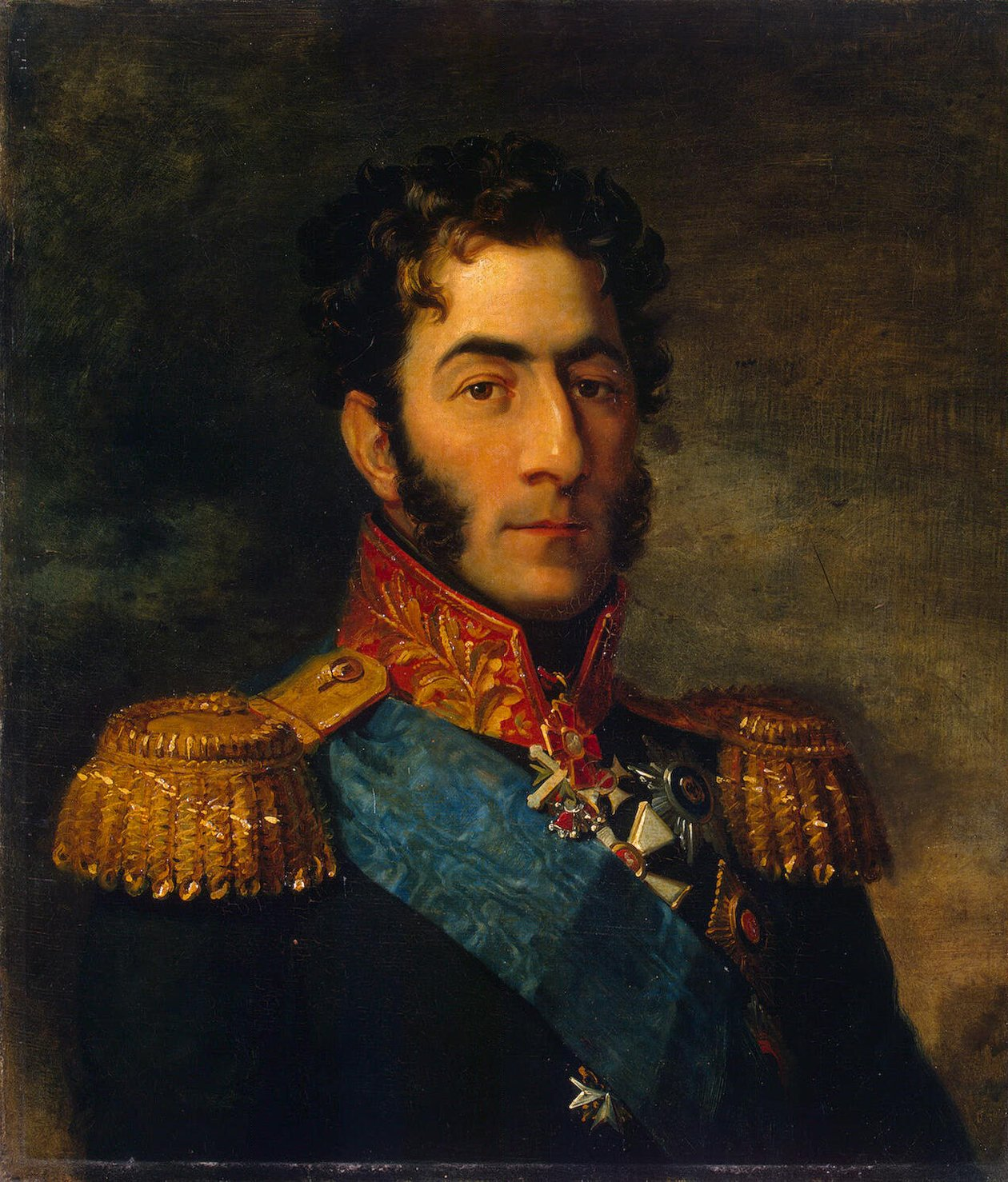
Generál Pjotr Ivanovič Bagration

Narodila se 7. prosince 1783 v Neapoli, kde její otec, hrabě Pavel Martynovič Skavronský, sloužil jako carský vyslanec v Neapolském království. Pavel Martynovič byl znám svou duševní nevyrovnaností spojenou s nadměrnou náklonností k hudbě. Její matkou byla Jekatěrina Engelhardtová, neteř a favoritka knížete Potěmkinа.

### Sňatek s generálem Bagrationem
2. září 1800 v chrámu Gatčinského paláce se Jekatěrina Pavlovna provdala za generála Pjotra Ivanoviče Bagrationa. Sňatek zosnoval samotný car Pavel I., jenž se rozhodl po zakončení úspěšných gatčinských manévrů hrdinného generála oženit. Ženich byl zaskočen, nevěsta byla v té době údajně zamilovaná do hraběte Pavla Palenа, nikdo se však neodvažoval odporovat panovníkovi. Nevěsta v carských komnatách byla natolik rozrušená, že „při obřadu musela být schována pod čepečkem s diamantovým závojem“.
Generál Langeron se o tomto svazku vyjádřil takto:
| „ | "Bagration se oženil s mladou praneteří knížete Potěmkina… Ta bohatá a oslnivě krásná dívka se k němu nehodila. Bagration byl jen voják, takový měl tón i způsoby, a navíc byl ošklivý. Jeho manželka bylа tak bílá, jako on byl tmavý. Ona bylа krásná jako anděl, sršela inteligencí, nejzářivější z krasavic Petrohradu, s takovým manželem nemohla být dlouho šťastná…" | “ |

### „Bludná kněžna“

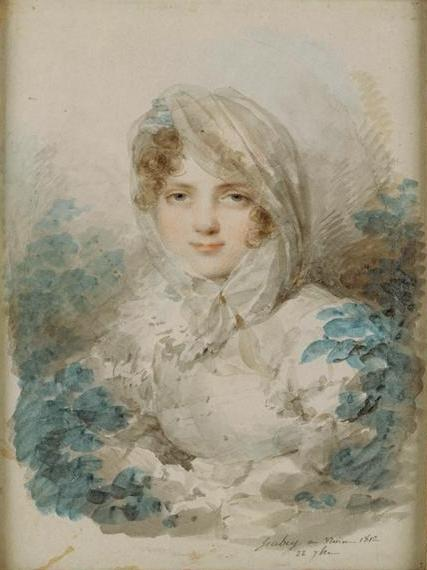
Portrét kněžny od Jeana-Baptisty Isabeye (1820)

V roce 1805 se kněžna od svého manžela odloučila a odcestovala do Evropy. Ačkoli ji kníže Bagration vyzýval k návratu, zůstávala v zahraničí pod záminkou léčby. Při jejích cestách v zahraničí se říkávalo, že „její kočár je jejím druhým domovem“. V Evropě se kněžna Bagrationová těšila veliké slávě a získala si pozornost v nejvyšších kruzích mnoha zemí.

### Vídeňský kongres
V roce 1814 byla středem zájmu při vídeňském kongresu, kde „ruská Andromeda“ soupeřila s Kateřinou Vilemínou Zaháňskou, „kuronskou Kleopatrou“, milenkou knížete Metternicha, o přízeň Alexandrа I. Obě dámy se ubytovaly v přepychovém Palais Palm, kde si každá pronajala polovinu. „Milostný trojúhelník“ vzbuzoval značnou pozornost okolí.